# Biotopo Prà delle Nasse
Il biotopo Prà delle Nasse è un'area naturale protetta del Trentino-Alto Adige istituita nel 1994.
Occupa una superficie di 8,08 ha nel comune di Primiero San Martino di Castrozza, in provincia autonoma di Trento.
La sua importanza è data dalla presenza di zone umide nell'area, le quali sono rare presso le Dolomiti.

## Territorio
Il biotopo Prà delle Nasse è situato presso il municipio di Siror, facente parte del comune sparso di Primiero San Martino di Castrozza, nella provincia autonoma di Trento e occupa circa 8 ettari.
Questa area naturale è una torbiera, formatasi per il riempimento da parte della vegetazione di un lago postglaciale poco profondo. È attraversata dal corso principale del rio Brentella, che si immette nella torbiera nell'estremità occidentale.

## Flora
La vegetazione del biotopo è molto diversificata. Ai lati della torbiera si presenta una cintura di latifoglie igrofile, mentre lungo il corso del rio Brentela sono presenti boschetti formati da ontani bianchi (Alnus incana). L'area umida è popolata da sfagni, che sono muschi di palude costituenti lo strato torboso e sopra questo ambiente crescono carici e pini mughi (Pinus mugo).
Tra i carici è possibile osservare una flora rara in grado di sopravvivere in un ambiente povero di azoto e umido, tra queste si ricorda il tricoforo cespuglioso (Tricophorum caespitosum), il tricoforo alpino (Tricophorum alpinum), la Triglochin palustre, varie specie di drosere e pinguicole (Pinguicula vulgaris), entrambe piante insettivore; la parnassia (Parnassia palustris) e Potentilla palustris.   

## Fauna
La fauna è caratterizzata dalla presenza di libellule e da anfibi, tra cui salamandre, rospi, tritoni e rane alpine o rane montane (Rana temporaria). 

## Punti di interesse
All'interno dell'area naturale c'è un percorso didattico ad anello che parte dall'ingresso del Centro Visitatori del Parco naturale Paneveggio - Pale di San Martino a San Martino di Castrozza.
Inoltre durante la stagione estiva è aperto il centro visitatori del parco naturale.

## Accessi
Si arriva da Trento prendendo la Strada statale 47 della Valsugana, quindi deviare per Fiera di Primiero e San Martino di Castrozza.